# Linha lateral

Linha lateral dos tubarões.

linha lateral é um sistema de órgãos encontrados em vertebrados aquáticos, usado para detectar movimento, vibração e gradientes de pressão na água circundante. A habilidade sensorial é alcançada através de células epiteliais modificadas, conhecidas como células ciliadas, que respondem ao deslocamento causado pelo movimento e pela transdução de sinal desses sinais em impulsos elétricos via sinapses excitatórias. As linhas laterais desempenham um papel importante no comportamento, na predação e na orientação de peixes. Por exemplo, os peixes podem usar seu sistema de linha lateral para seguir os vórtices produzidos pela fuga de presas. As linhas laterais são geralmente visíveis como linhas fracas de poros que correm longitudinalmente para baixo de cada lado, a partir da proximidade das brânquias à base da cauda. Em algumas espécies, os órgãos receptivos da linha lateral foram modificados para funcionar como eletrorreceptores, órgãos usados para detectar impulsos elétricos e, como tal, esses sistemas permanecem intimamente ligados. A maioria das larvas de anfíbios e alguns anfíbios adultos totalmente aquáticos possuem sistemas de mecanossensibilização comparáveis à linha lateral.